# Kaakhorn
Kaakhorn est un village qui fait partie de la commune de Het Hogeland dans la province néerlandaise de Groningue.
Le hameau est situé sur une digue au nord de Westernieland. En 2002, il y avait 60 habitants.